# Schloss Vorra

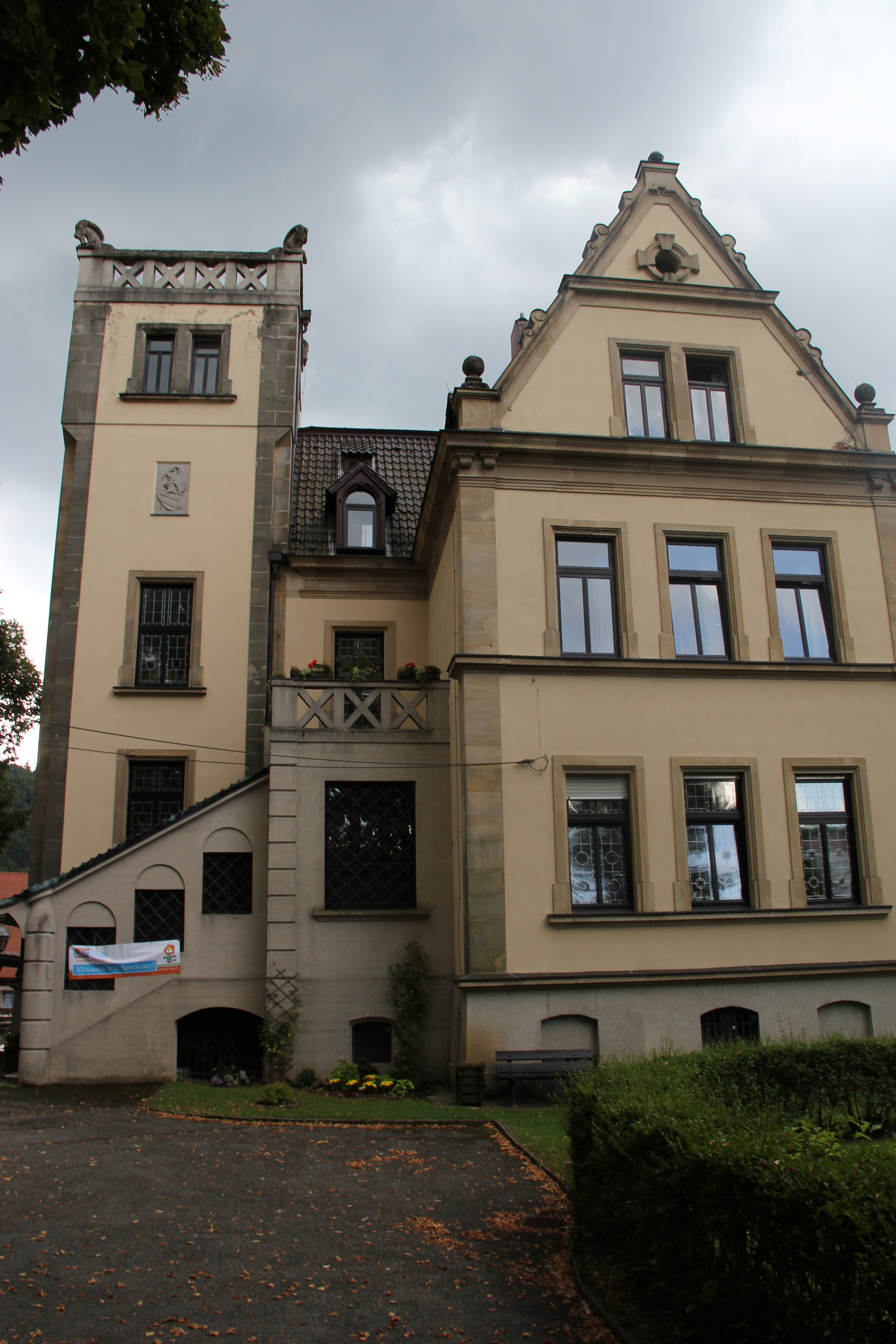
(Neues) Schloss in Vorra

Schloss Vorra ist eine Schlossanlage (bestehend aus dem Alten und Neuen Schloss Vorra) mit dem dort befindlichen Schullandheim in der Gemeinde Vorra im Landkreis Nürnberger Land (Mittelfranken).

## Geschichte
Die Reichsstadt Nürnberg erwarb 1504 die Landesherrschaft über Vorra und besaß auch Teile der Hofmark Vorra als Grundbesitz. Die Nürnberger Patrizierfamilie Tetzel erwarb 1597 Vorra. 1602 wurde das Schloss vom Nürnberger Patrizier Karl Tetzel anstelle eines Bauernhauses errichtet, 1780 wurde das Schloss durch Brand zerstört.
Die damaligen Herren von Scheurl errichteten an der Nordostecke der Besitzung einen Neubau, der noch steht und als Nebengebäude vom Schullandheimwerk genutzt wird. Erst im Jahre 1890 begann der neue Besitzer, August Freiherr von Soden, mit dem Bau des heutigen Schlosses. Trotz Problemen mit dem weichen, kaum tragfähigen Boden nahe der Pegnitz konnte der Bau mit dem markanten Turm 1891 vollendet und der Schlosspark neu angelegt werden. Teile des Baumbestandes stammen aus dieser Zeit.
1920 wurde der Besitz an den aus Württemberg stammenden Freiherr von Ellrichshausen verkauft, der 1922 den Turmhelm abtragen und als Abschluss Tiergestalten an den vier Ecken anbringen ließ. Nach seinem Tod ging das Schloss 1941 in den Besitz der Deutschen Arbeitsfront über, die hier eine Gauschule einrichtete.
Bei Kriegsende 1945 besetzten die Amerikaner das Anwesen. Nach deren Abzug im Herbst des gleichen Jahres pachtete Freiin von Löffelholz das Schloss zur Errichtung einer Oberschule mit Internat. Ab 1953 stand es leer. Seit 1955 dient das Schloss mit seinem weitläufigen Garten direkt an der Pegnitz als Schullandheim.

## Baubeschreibung
Die Schlossanlage ist in der Liste der Baudenkmäler in Vorra folgendermaßen beschrieben:
- Altes Schloss: zweigeschossiger Halbwalmdachbau, im Kern 1602, Wiederaufbau 1780; mit Ausstattung
- Neues Schloss: zweigeschossiger Gruppenbau mit Satteldach und Walmdach, Volutengiebel sowie Lisenen- und Gesimsgliederung, östlich rechteckiger Treppenhausturm mit Ecklisenen und Turmterrasse, Neurenaissance, 1889–1891
- Schlosspark: ausgedehnte Parkanlage entlang der Pegnitz, angelegt im 18. Jahrhundert, neu gestaltet im späten 19. Jahrhundert
- Schlossmauer: Bruchsteinmauer mit Toreinfahrt, bossierte Rechteckpfeiler mit profilierten Deckplatten und Kugelbekrönung sowie Ornamentgittertor, wohl 17./18. Jahrhundert und spätes 19. Jahrhundert